# Імарет
Імарет — східна назва благодійних установ, що відкриваються зазвичай при мечетях і підтримуваних подаяннями парафіян.
У них отримують їжу учні, що не мають коштів, як і взагалі жебраки та безпритульні. Існують майже в усіх значних мусульманських містах і ведуть своє походження з часів перших халіфів. Особливо багато імаретів у Стамбулі.